# Chirembia
Chirembia is een geslacht van insecten uit de familie Embiidae, die tot de orde van de webspinners (Embioptera) behoort.
Chirembia werd in 1940 opgericht door Consett Davis. Hij duidde als typesoort Embia xanthocera Navás, 1930 aan. Deze soort was gevonden in Ethiopië.
Deze Embioptera komen voor in het noordoosten van tropisch Afrika en het zuiden van het Arabisch schiereiland (m.n. de soort Chirembia yemenae).

## Soorten[2]
- Chirembia alomatae Ross, 2006
- Chirembia arusi Ross, 2006
- Chirembia baringoa Ross, 2006
- Chirembia bourgi (Navás, 1923)
- Chirembia leechi Ross, 2006
- Chirembia massawae Ross, 2006
- Chirembia micropallida Ross, 2006
- Chirembia sulcata (Navás, 1923)
- Chirembia xanthocera (Navás, 1930)
- Chirembia yemenae Ross, 2006